# Districtul Isingiro
Districtul Isingiro este una dintre cele 80 unități administrativ-teritoriale de gradul I ale Ugandei. 

## Geografie
Districtul Isingiro se află în partea de vest a Ugandei și se învecinează cu mai multe districte și țări. La nord se învecinează cu districtul Kiruhura, la est cu districtul Rakai, la sud cu Tanzania, la vest cu districtul Ntungamo, iar la nord-vest cu districtul Mbarara, care este principala zonă metropolitană din subregiunea Ankole. Orașul Isingiro, centrul municipal, administrativ și comercial al districtului, este situat la aproximativ 35 de kilometri sud-est de Mbarara, fiind accesibil prin intermediul unei șosele principale.

## Demografie
Conform recensământului național al locuințelor și populației din 2014, populația districtului Isingiro a crescut la 486.360 de locuitori. Acest lucru reprezintă o creștere semnificativă față de recensământul din 2002, când populația a fost de aproximativ 316.000 de locuitori. În plus, conform recensământului național al populației din 1991, populația districtului Isingiro era estimată la 226.400 de locuitori.
Populația din district este în mare parte rurală, cu o proporție semnificativă din populație lucrând în agricultură. Grupurile etnice majore sunt Ankole, Bahororo și Banyankole, iar limba runyankole este cea mai vorbită în zonă. În plus, există și alte grupuri etnice și limbi minoritare în district.
Există, de asemenea, diferențe semnificative între sexe în ceea ce privește educația și ocuparea forței de muncă în districtul Isingiro. Conform recensământului din 2014, rata de alfabetizare a bărbaților a fost de 76%, în timp ce rata de alfabetizare a femeilor a fost de doar 58%. De asemenea, rata șomajului a fost mai mare pentru femei decât pentru bărbați.

## Personalități marcante
Districtul Isingiro din Uganda a dat naștere unor personalități remarcabile. Printre acestea se numără:
- Mzee Boniface Byanyima, un om politic și activist în mișcarea de independență a Ugandei. A fost fondatorul Partidului Uganda Peoples Congress și a fost ales în două rânduri în funcția de membru al parlamentului reprezentând districtul Isingiro.
- Hon. Bright Kanyontore Rwamirama, este un politician și ofițer militar în retragere. În prezent, este ministru de stat pentru industria animală în cabinetul ugandez și membru al parlamentului reprezentând Isingiro County North.
- Dr. Speciosa Wandira Kazibwe, o femeie politică și medic, care a deținut funcția de vicepreședinte al Ugandei între anii 1994 și 2003. Este, de asemenea, fondatoarea și președinta Fundației Eminent Women of Uganda, o organizație care promovează drepturile femeilor și ale copiilor.
- Gordon Wavamunno, un antreprenor, om de afaceri și filantrop. Este considerat unul dintre cei mai bogați oameni din Uganda și este rectorul Universității Nkumba.
- Nathan Byanyima, președintele actual al CoST Uganda MSG. El a fost recent ales deputat în parlament pentru comitatul Bukanga și este director al Uganda Bus Operators.